# Episodi di Dallas (serie televisiva 1978) (settima stagione)
Questa voce contiene trame, dettagli e crediti dei registi e degli sceneggiatori della settima stagione della serie televisiva Dallas.
Negli Stati Uniti d'America, è stata trasmessa per la prima volta dalla CBS dal 30 settembre 1983 al 18 maggio 1984, posizionandosi al 1º posto nei rating Nielsen di fine anno con il 25,7% di penetrazione e con una media di quasi 22 milioni di spettatori.
In Italia è stata trasmessa in prima visione da Canale 5 nel 1984.
Il personaggio di Miss Ellie è assente dai primi 11 episodi della stagione, a causa di un intervento al cuore subito dalla sua interprete, Barbara Bel Geddes.
- Il cliffhanger di fine stagione

Come nella terza stagione, anche questa termina con un tentato omicidio ai danni di J.R. A differenza del precedente "cliffhanger", però, l'uomo che viene colpito è Bobby, mentre è seduto di spalle alla scrivania del fratello.

Risoluzione: in realtà, le ipotesi che fosse J.R. il bersaglio erano solo delle false piste. Era proprio Bobby l'uomo che volevano uccidere. Il colpevole, anche stavolta, è una donna: Katherine Wentworth, sorella di Pamela e Cliff, innamorata dell'uomo ma respinta. Bobby comunque sopravvive e la donna viene arrestata.

Attrazione fatale.
Dal quattordicesimo episodio, La morale di Peter.

| nº | Titolo originale         | Titolo italiano                                     | Prima TV USA      | Prima TV Italia  |
| -- | ------------------------ | --------------------------------------------------- | ----------------- | ---------------- |
| 1  | The Road Back            | La via del ritorno o La tregua                      | 30 settembre 1983 |                  |
| 2  | The Long Goodbye         | Una riconciliazione difficile                       | 7 ottobre 1983    |                  |
| 3  | The Letter               | La lettera                                          | 14 ottobre 1983   |                  |
| 4  | My Brother's Keeper      | La trappola si chiude                               | 21 ottobre 1983   | 6 marzo 1984     |
| 5  | The Quality of Mercy     | La scelta della disperazione                        | 28 ottobre 1983   | 13 marzo 1984    |
| 6  | Check and Mate           | L'ultima mossa                                      | 4 novembre 1983   |                  |
| 7  | Ray's Trial              | Processo a Ray                                      | 11 novembre 1983  |                  |
| 8  | The Oil Barons' Ball     | Ballo all'Oil Baron Club o Il ballo della Oil Baron | 18 novembre 1983  | 3 aprile 1984    |
| 9  | Morning After            | La mattina dopo                                     | 25 novembre 1983  |                  |
| 10 | The Buck Stops Here      | Il gioco delle coppie                               | 2 dicembre 1983   | 17 aprile 1984   |
| 11 | To Catch a Sly           | Caccia alla spia                                    | 9 dicembre 1983   |                  |
| 12 | Barbecue Four            | Il barbecue in casa Ewing                           | 16 dicembre 1983  |                  |
| 13 | Past Imperfect           | Il passato di Clayton                               | 23 dicembre 1983  |                  |
| 14 | Peter's Principles       | La morale di Peter                                  | 6 gennaio 1984    |                  |
| 15 | Offshore Crude           | Greggio sul mare                                    | 13 gennaio 1984   |                  |
| 16 | Some Do... Some Don't    | La boutique                                         | 20 gennaio 1984   | 2 ottobre 1984   |
| 17 | Eye of the Beholder      | L'ultimo dubbio                                     | 27 gennaio 1984   |                  |
| 18 | Twelve Mile Limit        | Il limite delle 12 miglia                           | 3 febbraio 1984   | 16 ottobre 1984  |
| 19 | Where is Poppa?          | Dov'è papà?                                         | 10 febbraio 1984  | 23 ottobre 1984  |
| 20 | When the Bough Breaks    | Quando il ramo si spezza                            | 17 febbraio 1984  | 30 ottobre 1984  |
| 21 | True Confessions         | Confessioni                                         | 24 febbraio 1984  |                  |
| 22 | And the Winner is...     | E il vincitore è... o La vittoria è...              | 2 marzo 1984      | 13 novembre 1984 |
| 23 | Fools Rush In            | Il secondo fine                                     | 9 marzo 1984      |                  |
| 24 | The Unexpected           | L'imprevisto                                        | 16 marzo 1984     |                  |
| 25 | Strange Alliance         | Strani legami                                       | 23 marzo 1984     | 4 dicembre 1984  |
| 26 | Blow Up                  | Un party per Jessica                                | 6 aprile 1984     |                  |
| 27 | Turning Point            | La svolta                                           | 13 aprile 1984    |                  |
| 28 | Love Stories             | Storie d'amore                                      | 4 maggio 1984     |                  |
| 29 | Hush, Hush, Sweet Jessie | Il segno della follia                               | 11 maggio 1984    |                  |
| 30 | End Game                 | La fine dei giochi                                  | 18 maggio 1984    |                  |

- Cast regolare[15]: 
Barbara Bel Geddes (Miss Ellie Ewing) – eccetto episodi 1/11
Patrick Duffy (Bobby Ewing)
Linda Gray (Sue Ellen Ewing)
Larry Hagman (J.R. Ewing)
Susan Howard (Donna Culver)
Steve Kanaly (Ray Krebbs)
Ken Kercheval (Cliff Barnes)
Victoria Principal (Pamela Barnes Ewing)
Charlene Tilton (Lucy Ewing)

- Cast ricorrente:
John Beck (Mark Graison) – eccetto episodi 21, 22, 29 e 30
Morgan Brittany (Katherine Wentworth) – eccetto episodio 14
Howard Keel (Clayton Farlow) – episodi 1, 2, 6, 7, 9, 12/20, 22/30
Audrey Landers (Afton Cooper) – episodi 2/10, 12/19, 21/24, 26, 27, 29, 30
Timothy Patrick Murphy (Mickey Trotter) – episodi 1/5, 8
Priscilla Beaulieu Presley (Jenna Wade) – episodi 7/30
- Special Guest Star:
Christopher Atkins (Peter Richards) – eccetto episodi 1, 2 e 18

## La via del ritorno
- Titolo italiano alternativo: La tregua
- Titolo originale: The Road Back
- Diretto da: Nick Havinga
- Scritto da: Arthur Bernard Lewis

### Trama
Bobby salva JR, Ray, Sue Ellen e John Ross dall'incendio di Southfork. I problemi che Bobby ha dovuto affrontare a causa dell'incendio riportano lui e Pam di nuovo insieme. Sue Ellen sente per caso una discussione tra Pam e JR e scopre di non essere l'unica responsabile dell'incidente d'auto che ha ferito Mickey. Sue Ellen dice a Clayton che è fuori gioco perché non si sente più in colpa e decide di dedicare la sua vita alla crescita di John Ross. Ray continua a incolpare JR per il calvario di Mickey. JR sottolinea che lui, Bobby e Ray condividono la responsabilità poiché Bobby e Ray hanno organizzato l'operazione che ha mandato Driscoll in prigione, contribuendo così a creare la situazione che ha spinto Driscoll a inseguire JR. Harv Smithfield spiega a JR e Bobby che la lotta per la Ewing Oil non potrà terminare fino a quando non saranno rispettate le condizioni imposte secondo la volontà di Jock. 
- Altri interpreti: Dan Ammerman (Neil), Mary Armstrong (Louise), John Devlin (Clouse), Eric Farlow (Christopher Ewing), Dana Gibson (Ellison), Gloria Hocking (Madam Claude), Anna Kathryn Holbrook (Ann), Omri Katz (John Ross Ewing III), Betty King (Groves), Kay E. Kuter (Sampson), Michael Krueger (Henri), George O. Petrie (Harv Smithfield), Kate Reid (Lil Trotter), David Sanderson (Buck)

## Una riconciliazione difficile
- Titolo originale: The Long Goodbye
- Diretto da: Leonard Katzman
- Scritto da: Leonard Katzman

### Trama
Sue Ellen dice a JR che vuole un matrimonio aperto, con camere da letto separate a Southfork. Bobby chiede a Pam di tornare da lui, ma deve scegliere tra proteggere la signorina Ellie o preservare il suo matrimonio poiché Pam dice che non potrebbe mai più vivere a Southfork. JR e Katherine sono furiosi per la possibile riconciliazione di Bobby e Pam. JR dice a Pam che farà tutto ciò che è in suo potere per ferire Bobby e distruggere Cliff se Pam farà rivivere il suo matrimonio. Mickey intanto entra in depressione quando il dottore gli comunica che sarà paralizzato per tutta la vita.
- Altri interpreti: Mary Armstrong (Louise), John Devlin (Clouse), Omri Katz (John Ross Ewing III), Joe Maross (Dr. Blakely), Kate Reid (Lil Trotter), Debbie Rennard (Sly), Danone Simpson (Kendall)

## La lettera
- Titolo originale: The Letter
- Diretto da: Nick Havinga
- Scritto da: David Paulsen

### Trama
JR pianta il seme della distruzione di Pam con Katherine, che farà di tutto per cercare di vincere su Bobby. Quando Katherine non riesce a convincere Pam a non tornare da Bobby, decide di falsificare una lettera di Pam su Mark che getterebbe una nuova luce su una riconciliazione. La lettera ha l'effetto voluto da Katherine. Pam incontra Bobby per un appuntamento solo per scoprire che Bobby ora vuole uscire dal loro matrimonio. John Ross si ritira a causa dei litigi dei suoi genitori, dell'incendio a Southfork  e viene portato da uno psicologo, il che irrita JR, ma alla fine è d'accordo. Al campo diurno, John Ross incontra il suo consigliere, Peter Richards.
- Altri interpreti: Stephanie Blackmore (Serena), Diana Douglas (Dr. Suzanne Lacey), Roseanna Christiansen (Teresa), Eric Farlow (Christopher Ewing), Tony Garcia (Raoul), Omri Katz (John Ross Ewing III), Kate Reid (Lil Trotter), Debbie Rennard (Sly), Deborah Tranelli (Phyllis)

## La trappola si chiude
- Titolo originale: My Brother's Keeper
- Diretto da: Leonard Katzman
- Scritto da: Arthur Bernard Lewis

### Trama
Bobby e Pam sono con gli avvocati a discutere i termini del divorzio, Mickey invita Lucy a non andarlo a trovare in ospedale, inoltre confida a Ray che non intende continuare a stare attaccato ad una macchina che lo tiene in vita. J.R. improvvisamente diventa il "Custode" (keeper) di Bobby, si finge premuroso per controllare che non incontri la moglie nei giorni prima del divorzio..
- Altri interpreti: Stephanie Blackmore (Serena Wald), Lew Brown (Clarence Colby), Roseanna Christiansen (Teresa), Glenn Corbett (Paul Morgan), Eric Farlow (Christopher Ewing), Omri Katz (John Ross Ewing III), Sean McGraw (Moran), Kate Reid (Lil Trotter), Debbie Rennard (Sly), Tracy Scoggins (Diane Kelly), Harold Suggs (Giudice Thornby), Danone Simpson (Kendall), Deborah Tranelli (Phyllis), Chana Vowell (Dee)

## La scelta della disperazione
- Titolo originale: The Quality of Mercy
- Diretto da: Nick Havinga
- Scritto da: Leonard Katzman

### Trama
Cliff propone a Pam di lavorare con lui nel campo del petrolio, Mickey torna in coma e Ray è divorato da sensi di colpa per il fatto di aver portato il cugino in Texas. Katherine trova regolarmente pretesti per incontrarsi con Bobby, Cliff nel frattempo ricatta la segretaria di J.R. al fine di spiare i suoi affari. Ray decide di fermare l'apparecchio che fa respirare Mickey...
- Altri interpreti: Mary Armstrong (Louise), Lois Chiles (Holly Harwood), Jack Collins (Russell Slater), Eric Farlow (Christopher Ewing), Sherril Lynn Katzman (Jackie Dugan), Joseph R. Maross (Dr. Blakely), Kate Reid (Lil Trotter), Debbie Rennard (Sly), Deborah Tranelli (Phyllis), Morgan Woodward (Punk Anderson)

## L'ultima mossa
- Titolo originale: Check and Mate
- Diretto da: Leonard Katzman
- Scritto da: David Paulsen

### Trama
Siamo alla fine della gara durata un anno voluta da Jock per stabilire chi tra Bobby e J.R. guiderà la Ewing Oil, nel frattempo Ray è stato arrestato per l'omicidio del cugino. Cliff grazie allo spionaggio di Sly soffia il giacimento Murphy a J.R. Donna chiede al suo
vecchio amico Paul Morgan di difendere il marito in tribunale. Sue Ellen consiglia a Bobby di non fidarsi delle parole di J.R. sul fatto di spartirsi la compagnia a prescindere da chi abbia portato più guadagni, Finalmente viene letta la lettera sigillata di Jock..
- Altri interpreti: Dan Ammerman (Neil), Lois Chiles (Holly Harwood), Roseanna Christiansen (Teresa), Jack Collins (Russell Slater), Glenn Corbett (Paul Morgan), Eric Farlow (Christopher Ewing), John Hostetter (Gerber), Omri Katz (John Ross Ewing III), Kenneth Kimmins (Thorton McLeish), George O. Petrie (Harv Smithfield), Kate Reid (Lil Trotter), Debbie Rennard (Sly), Bill Thurman (Allen Murphy), Morgan Woodward (Punk Anderson)

## Processo a Ray
- Titolo originale: Ray's Trial
- Diretto da: Michael Preece
- Scritto da: Arthur Bernard Lewis

### Trama
JR soffoca la sua delusione per aver perso la battaglia per Ewing Oil. Ma il cartello accetta di pensare alla sua proposta di fare di nuovo affari con lui. Nel frattempo, Bobby incontra una vecchia ragazza, Jenna Wade, che lavora nel bar in cui si trova, e si offre di accompagnarla a casa. Jenna rifiuta l'invito di Bobby perché non vuole essere coinvolta e ferire di nuovo. Bobby si presenta da Pam per andare a prendere Christopher, dove si scusa con Katherine per aver rotto l'appuntamento per la cena. Pam è più arrabbiata nel sentire che era con Jenna. Il processo di Ray inizia e tre medici, Lucy e Bobby, testimoniano. Lil viene chiamato alla sbarra ma Ray balza in piedi e obietta con forza.
- Altri interpreti: Charles Aidman (Giudice Emmett Brocks), Lois Chiles (Holly Harwood), Glenn Corbett (Paul Morgan), Michael Cornelison (Dr. Snow), Eric Farlow (Christopher Ewing), Fern Fitzgerald (Marilee Stone), Tony Garcia (Raoul), Richard Jaeckel (Percy Meredith), Omri Katz (John Ross Ewing III), Joseph R. Maross (Dr. Blakely), Andrea McCall (Tracy Anders), Kate Reid (Lil Trotter), Paul Sorensen (Andy Bradley), Don Starr (Jordan Lee)

## Ballo all'Oil Baron Club
- Titolo italiano alternativo: Il ballo della Oil Baron
- Titolo originale: The Oil Barons' Ball
- Diretto da: Leonard Katzman
- Scritto da: Leonard Katzman

### Trama
In aula, Lil ammette di aver chiesto a Ray di staccare la spina del sistema di supporto vitale di Mickey. Ma il giudice dichiara comunque Ray colpevole e lo condanna. Sue Ellen e JR fanno l'amore ancora una volta, ma in seguito JR si lamenta di essere usato solo come stallone. Al Ballo all'Oil Baron's, né Bobby né Pam sono contenti di vedersi. Più tardi nel bagno delle donne, c'è uno scontro tra Pam e Jenna con Katherine che alimenta l'attacco. Cliff è stato nominato Oil Man of the Year e mentre sale per ritirare il premio dice a JR che ha intenzione di raccontare la vera storia di Jock Ewing e Digger Barnes. JR inizia ad alzarsi dal suo posto.
- Altri interpreti: Charles Aidman (Giudice Emmett Brocks), Delores Cantú (Doris), Roseanna Christiansen (Teresa), Glenn Corbett (Paul Morgan), Richard Jaeckel (Percy Meredith), Omri Katz (John Ross Ewing III), Kate Reid (Lil Trotter), Debbie Rennard (Sly), Deborah Tranelli (Phyllis), Debi Sue Voorhees (Caroline), Morgan Woodward (Punk Anderson)

## La mattina dopo
- Titolo originale: Morning After
- Diretto da: Michael Preece
- Scritto da: David Paulsen

### Trama
Cliff annuncia sul podio all'Oil Baron's Ball che Digger ha meritato il plauso che Jock ha ricevuto poiché è stato lui a trovare il petrolio che gli Ewing hanno preso da allora. Quando Cliff finisce il discorso, inizia una lotta a tutto campo con pugni e cibo che vola tra Bobby, Mark, Ray, JR, Cliff e Peter partecipano tutti. Jenna cura le ferite di Bobby e stanno insieme tutta la notte, ma non fanno sesso. Pam inizia a lavorare alla Barnes-Wentworth Oil ma chiede che la faida Barnes/Ewing debba finire. Pam e Cliff acquistano una nuova compagnia di servizi petroliferi, ma Pam sente che Cliff ha usato il suo sex appeal per concludere l'accordo con il signor Kesey. Sue Ellen e Peter hanno un colloquio privato sulla loro relazione e Sue Ellen dice che non potrebbe succedere nulla tra loro per molte ragioni e supplica Peter di continuare a vedere John Ross come suo consigliere. Ma il giorno dopo, Peter non è al campo. Quando Sue Ellen lo rintraccia, insiste sul fatto che devono parlare ancora un po' e, senza preavviso, Peter la bacia improvvisamente.
- Altri interpreti: Glenn Corbett (Paul Morgan), Joe Dorsey (Ben Kesey), Omri Katz (John Ross Ewing III), Shalane McCall (Charlie Wade), Debbie Rennard (Sly), Debi Sue Voorhees (Caroline), Tom Williams (Joe Clooney), Morgan Woodward (Punk Anderson)

## Il gioco delle coppie
- Titolo originale: The Buck Stops Here
- Diretto da: Leonard Katzman
- Scritto da: Arthur Bernard Lewis

### Trama
Sue Ellen e JR hanno un'accesa discussione sulla relazione di Sue Ellen con Peter. Pam è infastidita quando scopre che Bobby, Jenna, Christopher e Charlie hanno trascorso la giornata insieme. JR è determinato a scoprire chi lo sta ingannando sui suoi affari. Katherine si offre di mettere la vita di Jenna a posto a Houston, ma Jenna rifiuta e dice a Bobby che Katherine lo vuole. Bobby, Ray e Mark partecipano tutti al rodeo. Successivamente, Tracy trascina Mark sulla pista da ballo e poi Bobby e Pam ballano. Ognuno di loro sente la tensione e il dolore dei forti sentimenti che ancora provano l'uno per l'altro ma non dicono nulla. Jenna si sente gelosa e ricambia dando a Bobby un profondo bacio in pubblico dopo il suo giro sul toro meccanico. Pam poi prende Mark e se ne va. Vanno a casa e passano la notte insieme per la prima volta.
- Altri interpreti: Mary Armstrong (Louise), Tye Bell (Buzz), James Brown (Detective Harry McSween), Jack Collins (Russell Slater), Joe Dorsey (Ben Kesey), Eric Farlow (Christopher Ewing), Omri Katz (John Ross Ewing III), Andrea McCall (Tracy Anders), Shalane McCall (Charlie Wade), Debbie Rennard (Sly), Danone Simpson (Kendall), Don Wood (Dan Fuller)

## Caccia alla spia
- Titolo originale: To Catch a Sly
- Diretto da: Michael Preece
- Scritto da: David Paulsen

### Trama
Pam si sente disturbata dopo la notte con Mark, perché si sente ancora più attaccata a Bobby. Quando Bobby arriva a prendere Christopher, parlano della loro relazione. Bobby diventa molto depresso quando scopre che Pam è andata a letto con Mark. JR chiede al detective McSween di controllare tutti i telefoni del suo ufficio e di quello di Cliff. Ma è lo stesso JR che manovra abilmente Cliff fuori dal suo ufficio, e mette la microspia elettronica sul telefono di Cliff. JR scopre quindi che la spia è Sly, e le presenta le foto di Cliff e lei insieme. Dice a Sly che le informazioni che trasmetterà a Cliff saranno ora controllate da lui. Sue Ellen dice a Peter che non possono essere amici perché è ovviamente troppo attratta da lui.
- Altri interpreti: Mary Armstrong (Louise), James Brown (Detective Harry McSween), Eric Farlow (Christopher Ewing), Omri Katz (John Ross Ewing III), Sherril Lynn Katzman (Jackie Dugan), Lisa LeMole (Judy Baker), Edward Mallory (Stanger), Shalane McCall (Charlie Wade), Debbie Rennard (Sly), Danone Simpson (Kendall), Deborah Tranelli (Phyllis)

## Il barbecue in casa Ewing
- Titolo originale: Barbecue Four
- Diretto da: Leonard Katzman
- Scritto da: Arthur Bernard Lewis

### Trama
JR fa passare Cliff attraverso Sly quando passa l'accordo di Travis Boyd a Cliff. Sly scopre che Cliff non ha nulla a che fare con la libertà vigilata di suo fratello, quindi JR suggerisce a Sly di chiedere soldi a Cliff. Cliff accetta di sostenerla mentre si prende cura di suo fratello. Jenna rifiuta la richiesta di Bobby di rinunciare al suo lavoro, ma accetta un invito a cena a Southfork. A cena, la signorina Ellie e Clayton fanno una visita a sorpresa. JR è furioso quando Clayton si siede a mangiare sulla sedia di suo padre. JR inizia a stringere un accordo con mezzi subdoli con un funzionario del governo chiamato Edgar Randolph. All'annuale barbecue di Ewing, Pam dice a Miss Ellie che ama ancora Bobby. Mark e Bobby chiedono una tregua. Sue Ellen e Peter si baciano appassionatamente dietro uno dei fienili. Nel frattempo a Roma, Katherine è delusa nello scoprire che il certificato di nascita di Charlie nomina Bobby come padre. Mentre gli ospiti iniziano a lasciare il barbecue, Clayton annuncia che lui e la signorina Ellie sono fidanzati. JR è furioso per la notizia.
- Altri interpreti: Christopher Albee (Travis Boyd), Martin E. Brooks (Edgar Randolph), Roseanna Christiansen (Teresa), Pat Colbért (Dora Mae), Eric Farlow (Christopher Ewing), Omri Katz (John Ross Ewing III), Anne Lucas (Cassie), Shalane McCall (Charlie Wade), Alberto Morin (Armando Sidoni), Peyton E. Park (Larry), Peter Renaday (Rigsby), Debbie Rennard (Sly), Deborah Tranelli (Phyllis)

## Il passato di Clayton
- Titolo originale: Past Imperfect
- Diretto da: Larry Hagman
- Scritto da: David Paulsen

### Trama
L'annuncio di Clayton del suo imminente matrimonio con Miss Ellie porta a vive congratulazioni. Ellie rifiuta il diamante fino a quando i "problemi" non vengono risolti, incluso il suggerimento di Clayton che Ellie lasci Southfork. Cliff, prendendo inconsapevolmente l'esca di JR, vuole maggiori informazioni su Randolph, un agente governativo di leasing petrolifero offshore. Non volendo essere una donna mantenuta, Jenna mostra la sua indipendenza fuggendo quando Bobby annuncia di averle appena comprato la boutique che stanno visitando. Katherine indaga sul passato di Jenna. JR colpisce un punto dolente nel passato di Clayton. Sue Ellen scopre che Peter ha lasciato la scuola.
- Altri interpreti: James Brown (Detective Harry McSween), Roseanna Christiansen (Teresa), Pat Colbért (Dora Mae), Eric Farlow (Christopher Ewing), Michael Griswold (Thomas Hall), Omri Katz (John Ross Ewing III), Alberto Morin (Armando Sidoni) Debbie Rennard (Sly), Danone Simpson (Kendall), Paul Sorensen (Andy Bradley), Don Starr (Jordan Lee), Deborah Tranelli (Phyllis)

## La morale di Peter
- Titolo originale: Peter's Principles
- Diretto da: Patrick Duffy
- Scritto da: Arthur Bernard Lewis

### Trama
La preoccupazione di Sue Ellen cresce quando Peter decide di lasciare la scuola. Lei accetta di vederlo se questo lo terrà a scuola e in città. La proposta di Cliff per una joint venture nelle trivellazioni offshore in Giordania e Marilee non viene ascoltata. La scoperta di JR mette a disagio Clayton minacciando di riferirlo a miss Ellie. J.R. però non si ferma e porta la sorella poco conosciuta di Clayton al cocktail di famiglia. Dopo aver visto Cliff e Marilee, Afton corre da Pam per cercare conforto. Pam, preoccupata che l'ossessione di Cliff di diventare un magnate del petrolio possa ricominciare la faida familiare, organizza un incontro con Bobby per discuterne. Mark e Jenna pesano molto di più delle discussioni d'affari in corso.
- Altri interpreti:  Martin E. Brooks (Edgar Randolph), James Brown (Detective Harry McSween), Pat Colbért (Dora Mae), Roseanna Christiansen (Teresa), Fern Fitzgerald (Marilee Stone), David Gale (Melvin), Omri Katz (John Ross Ewing III), Sherril Lynn Katzman (Jackie), Anne Lucas (Cassie), Lee Montgomery (Jerry Hunter), Louis R. Plante (Robert), Don Starr (Jordan Lee)

## Greggio sul mare
- Titolo originale: Offshore Crude
- Diretto da: Ray Danton
- Scritto da: David Paulsen

### Trama
Bobby e JR parlano del desiderio di Cliff di competere con gli Ewing e JR è divertito, dicendo che non è interessato a competere con Cliff. Sue Ellen dice a John Ross di aver trovato Peter. JR affronta Sue Ellen e lei gli ricorda che hanno un matrimonio aperto. Sue Ellen cerca di evitare di vedere Peter, ma finisce per passare la giornata a Southfork con lui e prendere accordi per incontrarlo più tardi. JR fornisce informazioni a Cliff tramite Sly che si occuperà da solo delle offerte offshore. JR offre una tangente a Randolph in cambio di informazioni sulle offerte. Cliff è estasiato dalla notizia che JR parteciperà all'asta da solo, se necessario. Cerca di convincere Marilee a investire con lui.
- Altri interpreti: Mary Armstrong (Louise), Martin E. Brooks (Edgar Randolph), Roseanna Christiansen (Teresa), Eric Farlow (Christopher Ewing), Fern Fitzgerald (Marilee Stone), Omri Katz (John Ross Ewing III), Sherril Lynn Katzman (Jackie), Anne Lucas (Cassie), Shalane McCall (Charlie Wade), Alberto Morin (Armando Sidoni), Debbie Rennard (Sly)

## La boutique
- Titolo originale: Some Do... Some Don't
- Diretto da: Larry Hagman
- Scritto da: Leonard Katzman

### Trama
Peter riesce a convincere Sue Ellen a non interrompere la loro relazione, ma quando viene scambiata per sua madre, la sua determinazione diventa più ferma. JR vuole avere un altro figlio, cosa che Sue Ellen si rifiuta di fare. La signorina Ellie e Clayton parlano del loro recente viaggio e del loro imminente matrimonio, poi hanno un grave malinteso. Bobby vuole acquistare un'altra società contro il consiglio di JR. Sly prepara di nuovo Cliff. Rinuncia all'accordo offshore dopo che Pam gli ha parlato di Marilee. Bobby e Jenna raggiungono un accordo, anche se Katherine lavora su Bobby e JR lavora su di lei. Mark va misteriosamente in ospedale.
- Altri interpreti: Denny Albee (Travis Boyd), Martin E. Brooks (Edgar Randolph), Eric Farlow (Christopher Ewing), Omri Katz (John Ross Ewing III), Sherril Lynn Katzman (Jackie Dugan), Anne Lucas (Cassie), Shalane McCall (Charlie Wade), Lee Montgomery (Jerry Hunter), Debbie Rennard (Sly), Danone Simpson (Kendall), Deborah Tranelli (Phyllis)

## L'ultimo dubbio
- Titolo originale: Eye of the Beholder
- Diretto da: Leonard Katzman
- Scritto da: Arthur Bernard Lewis

### Trama
Bobby e Jenna trascorrono la notte insieme. Clayton affronta Miss Ellie sul suo trattamento brutale la sera prima, ma lei insiste sul fatto che non c'è niente di cui discutere e gli dice di andarsene. JR è scioccato dal fatto che Bobby abbia concluso l'accordo con Boyd, ma decide di firmare per mantenere la pace. Peter accetta di andare a una festa con Lucy, e quando viene a prenderla, Sue Ellen si imbatte in lui ed è scossa. Quando Afton parte per vedere suo fratello, Cliff organizza un appuntamento con Marilee. La decisione di Ellie di non sposare Clayton fa piacere a JR, ma continua ancora a scavare nel suo passato. Pam e Bobby si incontrano a pranzo dopo l'annullamento di Mark. Cliff ottiene informazioni finanziarie che verificano che gli Ewing potrebbero investire in offshore. JR spinge Randolph a "sbloccare" le offerte e rivelare le informazioni sul miglior offerente.
- Altri interpreti: Denny Albee (Travis Boyd), Martin E. Brooks (Edgar Randolph), Roseanna Christiansen (Teresa), Pat Colbért (Dora Mae), Eric Farlow (Christopher Ewing), Fern Fitzgerald (Marilee Stone), Barry Jenner (Dr. Jerry Kenderson), Sherril Lynn Katzman (Jackie Dugan), Anne Lucas (Cassie), Kevin McBride (George), Bill Morey (Leo Wakefield), Debbie Rennard (Sly), Donegan Smith (Earl Johnson)

## Il limite delle 12 miglia
- Titolo originale: Twelve Mile Limit
- Diretto da: Patrick Duffy
- Scritto da: David Paulsen

### Trama
JR fa in modo di vendere i rapporti del suo geologo sui tratti offshore a Cliff, che con riluttanza spende i soldi per loro dopo che Marilee ne ha posto una condizione per entrare con lui nell'impresa. Miss Ellie e Clayton ammettono entrambe, ma non l'una all'altra, di essere spaventate dall'intimità che il loro imminente matrimonio comporterà. JR riceve ulteriori rapporti sul passato di Clayton e usa Sue Ellen per confermarli. Donna e Ray scoprono Randolph privo di sensi per un'overdose di alcol e pillole. Accusano JR di averlo spinto al suicidio. JR dice a Randolph che la sua morte non eliminerà l'umiliazione per la sua famiglia. Katherine continua a cercare di vincere su Jenna ed è angosciata quando scopre che Jenna e Bobby sono intimamente coinvolti. Mark chiede a Pam di sposarlo.
- Altri interpreti: Martin E. Brooks (Edgar Randolph), James Brown (Detective Harry McSween), Danone Camden (Kendall), Fern Fitzgerald (Marilee Stone), Ray Girardin (Richard Stevens), Sherril Lynn Katzman (Jackie Dugan), Joanna Miles (Martha Randolph), Deborah Rennard (Sly), Donegan Smith (Earl Johnson)

## Dov'è papà?
- Titolo originale: Where is Poppa?
- Diretto da: William F. Claxton
- Scritto da: Arthur Bernard Lewis

### Trama
JR si precipita all'ospedale dove Sue Ellen è stata portata in condizioni di incoscienza dopo un piccolo incidente davanti alla boutique di Jenna. Sue Ellen aveva precedentemente accettato di interpretare l'amorevole moglie di JR alla festa di anniversario degli Anderson. Sue Ellen abortisce un bambino che non sapeva di avere. Marilee accetta una partnership con Cliff fintanto che gli altri membri del cartello non lo sanno. Bobby vuole che Clayton diventi una parte importante della famiglia partecipando a trivellazioni offshore con lui. JR continua a molestare Katherine sapendo che le piacciono le relazioni pericolose.
- Altri interpreti: Martin E. Brooks (Edgar Randolph), Anne Gee Byrd (Dr. Jeffries), Roseanna Christiansen (Teresa), Pat Colbért (Dora Mae), Glenn Corbett (Paul Morgan), Fern Fitzgerald (Marilee Stone), Alice Hirson (Mavis Anderson), Omri Katz (John Ross Ewing III), Sherril Lynn Katzman (Jackie Dugan), Anne Lucas (Cassie), Shalane McCall (Charlie Wade), Joanna Miles (Martha Randolph), Debbie Rennard (Sly), Donegan Smith (Earl Johnson), Deborah Tranelli (Phyllis)

## Quando il ramo si spezza
- Titolo originale: When the Bough Breaks
- Diretto da: Nick Havinga
- Scritto da: Leonard Katzman

### Trama
JR e Peter sono entrambi convinti di aver generato il bambino che Sue Ellen ha perso nell'incidente. Bobby ha i suoi dubbi sui genitori di Charlie e si rende conto che l'argomento è sospeso tra lui e Jenna. Katherine rintraccia Naldo Marchetta, l'ex marito di Jenna, e lo paga per confermare i suoi sospetti su Jenna. JR fa ripensare a Marilee sul diventare il partner di Cliff. Clayton abbandona l'impresa offshore con gli Ewing. Mark spinge Pam per una risposta alla sua proposta di matrimonio. Sue Ellen dice a Peter che tra loro è finita.
- Altri interpreti: Anne Gee Byrd (Dr. Jeffries), Roseanna Christiansen (Teresa), Pat Colbért (Dora Mae), Glenn Corbett (Paul Morgan), Fern Fitzgerald (Marilee Stone), Sherril Lynn Katzman (Jackie Dugan), Anne Lucas (Cassie), Shalane McCall (Charlie Wade), Daniel Pilon (Renaldo Marchetta), Donegan Smith (Earl Johnson)

## Confessioni
- Titolo originale: True Confessions
- Diretto da: Paul Krasny
- Scritto da: David Paulsen

### Trama
Katherine organizza un confronto tra Naldo, Jenna e Bobby su Charlie, ma non è soddisfatta dei risultati. Ray e Donna indagano sul passato di Randolph e scoprono il segreto che JR sta usando per ricattarlo. Lucy chiede a Peter di fare la modella con lei a Southfork. JR convince Marilee ad accettare di ritirare il suo accordo con Cliff dopo che il vincitore è stato dichiarato per i contratti di locazione petrolifera offshore.
- Altri interpreti: Martin E. Brooks (Edgar Randolph), Pat Colbért (Dora Mae), Eric Farlow (Christopher Ewing), Fern Fitzgerald (Marilee Stone), Anne Lucas (Cassie), Shalane McCall (Charlie Wade), Tricia O'Neil (Dr. Barbara Mulgravy), Daniel Pilon (Renaldo Marchetta), Bill Quinn (Percival), Debbie Rennard (Sly), Danone Simpson (Kendall Chapman), Deborah Tranelli (Phyllis), Erica Yohn (Sara Mulgravy)

## E il vincitore è...
- Titolo italiano alternativo: La vittoria è...
- Titolo originale: And the Winner is...
- Diretto da: Nick Havinga
- Scritto da: Arthur Bernard Lewis

### Trama
Cliff è stato nuovamente incastrato da JR e dalla sua spia, Sly, ed è confuso dopo che le offerte sono state aperte per i contratti di locazione sui tratti offshore: ha offerto milioni rispetto all'offerta sorprendentemente bassa di JR. Randolph confessa a Ray e Donna di aver fornito informazioni a JR, il che li confonde quando sembra che JR non abbia usato la conoscenza per vincere i contratti di locazione. La signorina Ellie vuole un piccolo matrimonio con solo la famiglia e gli amici intimi, ma Clayton è sconvolto dal fatto che sua sorella Jessica sia stata invitata. Katherine si rende conto che potrebbe aver superato in astuzia se stessa portando Jenna fuori dalla vita di Bobby. JR ascolta per caso una conversazione incriminante tra Sue Ellen e Peter.
- Altri interpreti: Mary Armstrong (Louise), Martin E. Brooks (Edgar Randolph), Roseanna Christiansen (Teresa), Eric Farlow (Christopher Ewing), Fern Fitzgerald (Marilee Stone), Wendy Fulton (Jan Higgins), Alice Hirson (Mavis Anderson), Rosanne Katon (Billie), Omri Katz (John Ross Ewing III), Sherril Lynn Katzman (Jackie Dugan), Anne Lucas (Cassie), Joanna Miles (Martha Randolph), Debbie Rennard (Sly), Paul Sorensen (Andy Bradley), Don Starr (Jordan Lee), Deborah Tranelli (Phyllis), Morgan Woodward (Punk Anderson)

## Il secondo fine
- Titolo originale: Fools Rush In
- Diretto da: Michael Preece
- Scritto da: David Paulsen

### Trama
Cliff scopre che deve raccogliere 260 milioni di dollari per completare i suoi obblighi di perforazione offshore. Nonostante le obiezioni di Afton, Cliff va da Vaughn Leland per l'enorme prestito ignaro che JR e Leland stanno cospirando contro di lui. JR complotta anche per far sposare Katherine con Bobby. La signorina Ellie invita la sorella di Clayton, Jessica, a rimanere a Southfork per il matrimonio imminente. Charlie va da Bobby sconvolto per la sua rottura con sua madre. JR assume Peter come consigliere privato di John Ross; allo stesso tempo, sta indagando sul suo passato. Pam scopre alcune informazioni allarmanti su Mark.
- Altri interpreti: Gerald Berns (James Kenyon), Barbara Cason (Iris Porter), Roseanna Christiansen (Teresa), Robert Donavan (Mr. Metcalf), Eric Farlow (Christopher Ewing), Barry Jenner (Dr. Jerry Kenderson), Omri Katz (John Ross Ewing III), Sherril Lynn Katzman (Jackie Dugan), Anne Lucas (Cassie), Shalane McCall (Charlie Wade), Dennis Patrick (Vaughn Leland), Peter White (Ellis Newton)

## L'imprevisto
- Titolo originale: The Unexpected
- Diretto da: Nick Havinga
- Scritto da: Arthur Bernard Lewis

### Trama
JR è particolarmente colpito da Jessica e dal suo regalo a lui; la spada del reggimento del suo defunto marito. L'ospitalità di Ellie sembra essere sprecata sia per Jessica che per Clayton. JR e Vaughn intrappolano Cliff facendogli firmare documenti di prestito che hanno il potenziale per distruggerlo. Pam prende la decisione di sposare Mark per pietà quando scopre che è malato. Una Katherine trionfante chiede a JR di darle i nastri che ha usato per ricattarla. Bobby non è in grado di augurare buona fortuna a Pam e ammette a Jenna di essere combattuto tra i suoi sentimenti per Pam e il suo bisogno di tenersi stretta a lei e Charlie. JR continua con il suo piano per distruggere Peter e dare una lezione a Sue Ellen.
- Altri interpreti: Stephanie Blackmore (Serena Wald), Robert Donavan (Mr. Metcalf), Eric Farlow (Christopher Ewing), Wendy Fulton (Jan Higgins), Omri Katz (John Ross Ewing III), Sherril Lynn Katzman (Jackie Dugan), Anne Lucas (Cassie), Bill Morey (Leo Wakefield), Dennis Patrick (Vaughn Leland), Alexis Smith (Jessica Montford)

## Strani legami
- Titolo originale: Strange Alliance
- Diretto da: Larry Hagman
- Scritto da: Leonard Katzman

### Trama
JR e Jessica scoprono di condividere gli stessi sentimenti sui piani di matrimonio di Ellie e Clayton. JR dice a Sue Ellen che sarà felice quando Clayton si unirà alla famiglia, ma Sue Ellen dubita della sua sincerità. La determinazione di Lucy a scoprire perché Peter non è interessato a lei rende Sue Ellen preoccupata. Pam è spaventata dal fatto che il suo matrimonio con Mark le farà perdere Bobby per sempre, anche se cerca di impedire a Mark di scoprire la verità sulla sua salute. Bobby è finalmente in grado di augurare felicità a Pam e Mark. Tuttavia, il suo futuro è offuscato quando Jenna gli dice che non lo aspetterà per sempre. Sly continua a guidare Cliff e JR chiede a Vaughn di mettere Cliff più lontano su un braccio finanziario. JR fa piani per incastrare Peter.
- Altri interpreti: James Brown (Detective Harry McSween), Roseanna Christiansen (Teresa), Pat Colbért (Dora Mae), Eric Farlow (Christopher Ewing), Annie Gagen (Annie), Barry Jenner (Dr. Jerry Kenderson), Omri Katz (John Ross Ewing III), Sherril Lynn Katzman (Jackie Dugan), Anne Lucas (Cassie), Shalane McCall (Charlie Wade), Denny Miller (Max Flowers), Dennis Patrick (Vaughn Leland), Debbie Rennard (Sly), Alexis Smith (Jessica Montford)

## Un party per Jessica
- Titolo originale: Blow Up
- Diretto da: Patrick Duffy
- Scritto da: David Paulsen

### Trama
Mark è così orgoglioso di Pam che vuole che tutti i suoi amici assistano al loro matrimonio. Pam è preoccupata per la sua salute. JR e Jessica cospirano per sabotare il matrimonio di Miss Ellie e Clayton. Jenna e Bobby accettano di provare un nuovo inizio. JR cerca di acquistare i giacimenti petroliferi di Wentworth da Katherine, ma si offre invece di venderli a Bobby. I pozzi di Cliff continuano a prosciugarsi e non riesce a capire perché ha bisogno di mettere così tante garanzie per prendere in prestito più soldi. Cerca di chiedere aiuto a Mark ma Pam non glielo permette. JR decide che è il momento di mettere fine a Peter dopo che Sue Ellen ha una brutta scena con una Lucy ubriaca. Donna diventa sospettosa di Jessica.
- Altri interpreti: Pat Colbért (Dora Mae), Alice Hirson (Mavis Anderson), Barry Jenner (Dr. Jerry Kenderson), Omri Katz (John Ross Ewing III), Anne Lucas (Cassie), Shalane McCall (Charlie Wade), Denny Miller (Max Flowers), Dennis Patrick (Vaughn Leland), Danone Simpson (Kendall), Alexis Smith (Jessica Montford), Deborah Tranelli (Phyllis), Morgan Woodward (Punk Anderson)

## La svolta
- Titolo originale: Turning Point
- Diretto da: Gwen Arner
- Scritto da: Arthur Bernard Lewis

### Trama
Clayton cerca di impedire a sua sorella di cospirare con JR, senza successo. Pam alla fine cede a Mark e accetta un grande matrimonio. JR è furioso con Katherine per aver avuto a che fare con Bobby sulla vendita di alcune proprietà di Wentworth. Afton si rende conto che Cliff è in grossi guai quando cerca di rubare il suo conto in banca. Cliff deve vendere alcuni dei suoi beni per ottenere denaro per la sua perforazione senza sapere che JR è l'acquirente e sta tirando le fila in background. JR fa arrestare Peter quando la polizia trova della cocaina nella sua auto. Jessica ha una reazione insolita all'amicizia di Clayton con Ray.
- Altri interpreti: James Brown (Detective Harry McSween), Roseanna Christiansen (Teresa), Pat Colbért (Dora Mae), Omri Katz (John Ross Ewing III), Anne Lucas (Cassie), Donald May (Wes McDowall), Shalane McCall (Charlie Wade), Denny Miller (Max Flowers), Dennis Patrick (Vaughn Leland), Debbie Rennard (Sly), Danone Simpson (Kendall), Alexis Smith (Jessica Montford), Deborah Tranelli (Phyllis)

## Storie d'amore
- Titolo originale: Love Stories
- Diretto da: Michael Preece
- Scritto da: Leonard Katzman

### Trama
Bobby propone a Jenna di sposarlo e lei accetta. JR incasina Katherine e lei confessa la sua relazione con JR a Bobby, che riconosce il suo inganno. JR finge di essere preoccupato per l'arresto di Peter. Jessica attacca Clayton per aver venduto la Croce del Sud e aver lasciato Dusty senza un'eredità. Cliff si rende conto che sta per perdere tutto ciò che possiede. Mark scopre la verità sulla sua salute. Clayton spinge la signorina Ellie a sposarsi prima che JR e Jessica possano interferire.
- Altri interpreti: James Brown (Detective Harry McSween), Roseanna Christiansen (Teresa), Pat Colbért (Dora Mae), Brad Harris (Mason), Barry Jenner (Dr. Jerry Kenderson), Omri Katz (John Ross Ewing III), Sherril Lynn Katzman (Jackie Dugan), Anne Lucas (Cassie), Shalane McCall (Charlie Wade), Denny Miller (Max Flowers), Bill Morey (Leo Wakefield), Dennis Patrick (Vaughn Leland), Alexis Smith (Jessica Montford)

## Il segno della follia
- Titolo originale: Hush, Hush, Sweet Jessie
- Diretto da: Gwen Arner
- Scritto da: David Paulsen

### Trama
Indagando sul passato di Clayton e Jessica, JR capisce che sua madre potrebbe essere in grave e immediato pericolo. La preoccupazione degli Ewing per la sicurezza di Miss Ellie aumenta dopo che viene appreso che non è mai arrivata a una sfilata di moda a cui avrebbe dovuto partecipare con Jessica e Donna. La morte di Mark colpisce gli Ewing in vari modi, e Bobby e Jenna affrontano il bisogno di Pam dell'aiuto di Bobby. Katherine acquista la quota di Wentworth Tool & Die di Cliff in modo che possa continuare la sua perforazione offshore. Pam scopre la doppiezza di Katherine nella sua relazione con Bobby. Clayton fa una rivelazione scioccante sulla vera madre di Dusty. Gli Ewing temono che Ellie sia in guai seri quando Donna arriva per informarli di essere stata attaccata da Jessica e che Ellie è stata rapita da lei.
- Altri interpreti: Mary Armstrong (Louise), James Brown (Detective Harry McSween), Roseanna Christiansen (Teresa), Eric Farlow (Christopher Ewing), Sherril Lynn Katzman (Jackie Dugan), Bill Morey (Leo Wakefield), Charles Parks (Fred Robbins), Alexis Smith (Jessica Montford), Don Starr (Jordan Lee), D.J. Zacker (Louis)

## La fine dei giochi
- Titolo originale: End Game
- Diretto da: Leonard Katzman
- Scritto da: Arthur Bernard Lewis

### Trama
La tensione aumenta a Southfork mentre la ricerca di Miss Ellie e Jessica continua. Bobby affronta JR sul suo complotto con Jessica per fermare il matrimonio. Cliff cerca l'aiuto di Jordan Lee per ottenere un altro equipaggio per la sua perforazione offshore. Ellie viene salvata dalle grinfie di Jessica. Pam scopre che Jenna e Bobby si sposeranno e lascia Dallas con Christopher, senza dire a nessuno dove sta andando. Clayton e Miss Ellie si sposano e vanno in crociera nel Mediterraneo per la loro luna di miele. Katherine ha un confronto arrabbiato con Bobby dopo che lui l'ha rifiutata di nuovo. JR rivela a Cliff che lo ha incastrato e che sta per perdere tutto. Cliff si ubriaca, butta Afton fuori dall'appartamento e giura vendetta contro JR. Donna riceve una telefonata che dice che Edgar Randolph è tornato a Dallas per regolare i suoi conti con JR. Dopo aver rivelato il suo piano per incastrare Peter, JR ricatta Sue Ellen facendola tornare nella sua camera da letto, ma un Peter furioso minaccia di ucciderlo. Cliff finalmente colpisce il petrolio nel suo tratto offshore, ma non riesce a trovarlo per ricevere la notizia. Di notte, un aggressore sconosciuto entra negli uffici della Ewing Oil e spara tre proiettili sullo schienale della sedia di JR; ma è Bobby che è stato colpito...
- Altri interpreti: Mary Armstrong (Louise), Roseanna Christiansen (Teresa), Pat Colbért (Dora Mae), Barry Corbin (Sceriffo Fenton Washburn), Eric Farlow (Christopher Ewing), Billy Green Bush (Deputato Sceriffo Rockwell), Omri Katz (John Ross Ewing III), Sherril Lynn Katzman (Jackie Dugan), Anne Lucas (Cassie), Shalane McCall (Charlie Wade), Bill Morey (Leo Wakefield), Debbie Rennard (Sly), Gene Ross (Bull Dawson), Danone Simpson (Kendall), Alexis Smith (Jessica Montford), Don Starr (Jordan Lee), Deborah Tranelli (Phyllis), John Zaremba (Dr. Harlen Danvers)